# Ronald A. Westerhuis
Ronald Anthonie Westerhuis (Tiel, 7 november 1971) is een Nederlandse beeldend kunstenaar met Zwolle als thuisbasis. Hij is internationaal actief als maker van landschapskunst en abstracte sculpturen. Zijn werk is te vinden in de openbare ruimte, musea en particuliere kunstcollecties.
 

## Leven en werk
De liefde voor roestvrij staal als materiaal ontstond bij Westerhuis toen hij werkzaam was op booreilanden in de Noordzee. Daar leerde hij het staal en de verweerde buizen kennen, die nu de basis vormen van zijn kunstwerken. Zijn visie Size does matter! (grootte is niet bepalend voor de kwaliteit van een sculptuur maar wel voor haar impact) resulteert in voornamelijk werken in groot formaat, landmarks. Zo is Pride, een werk dat hij maakte voor Shell twaalf meter hoog.
Olympic Flame

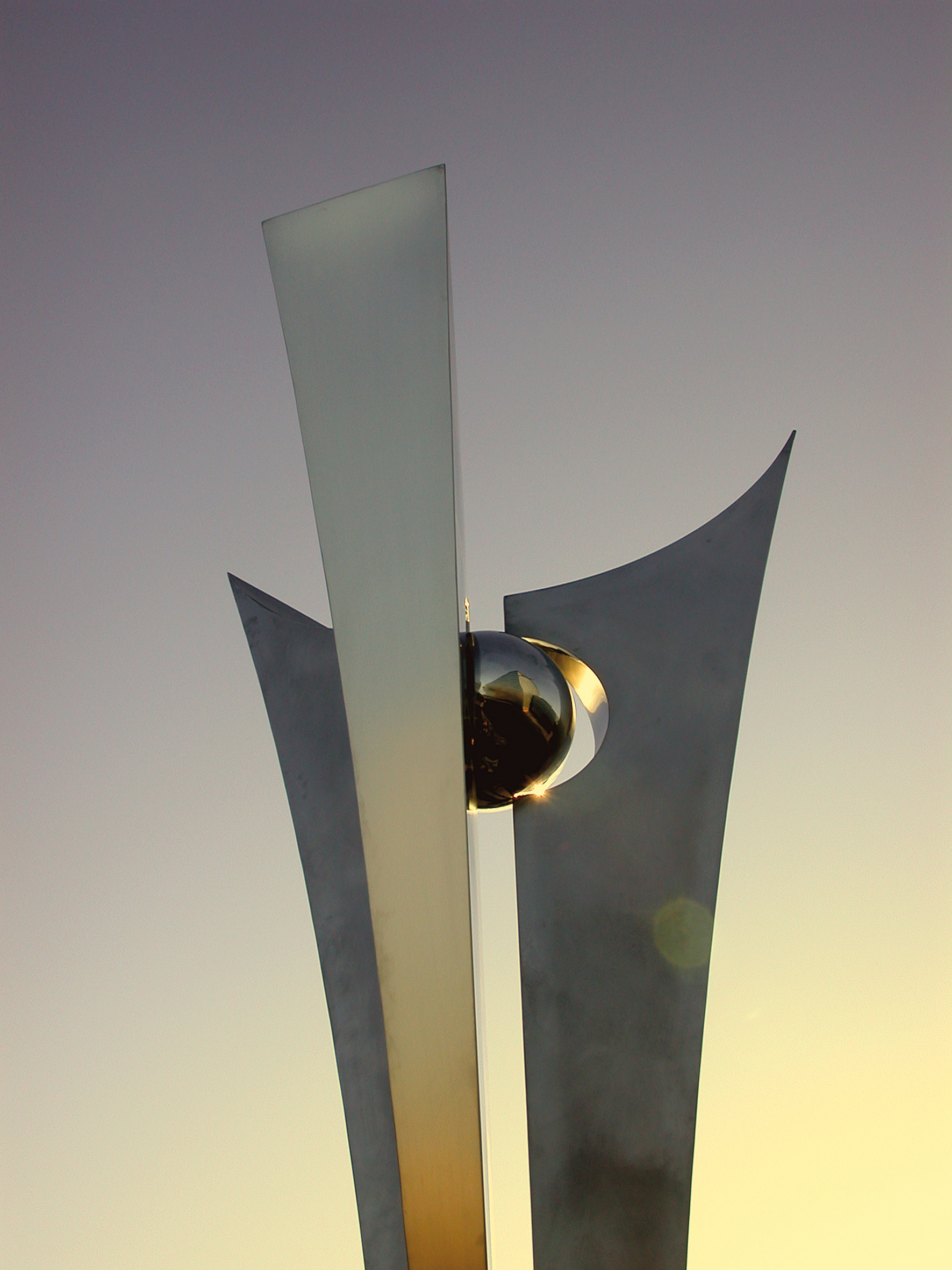
Raw Olympic Flame, China 2008

Westerhuis ontwierp in 2003 het symbool voor de Olympische spelen: De vlam, bedoeld voor de spelen in 2008 in Peking. Het model was 7 meter hoog. De voorzitster van het Nederlands Olympisch Comité (NOC*NSF), Erica Terpstra, zorgde ervoor dat het schaalmodel gepresenteerd werd tijdens de spelen in Athene (2004) in het Holland Heineken House. Hierna werden kunstenaar en vlam naar China gehaald, met veel publiciteit. Uiteindelijk is een ontwerp van een Chinese kunstenaar gekozen, maar sindsdien is China een groot deel van Westerhuis' leven en heeft hij een atelier in Shanghai.
WINGS - Milaan
Daniel Libeskind ontving van Siemens de opdracht om een aantal werken te creëren voor de Expo 2015 te Milaan. De in totaal vier werken, geïnspireerd op een vlucht vogels, werden voorzien van licht en geluidstechniek van Siemens en kregen een centrale plek op de wereldtentoonstelling. Voor de afwerking werd Westerhuis aangezocht. Er werd een patroon ontwikkeld en toegepast op de werken van 10 meter hoog en 13 meter breed.
New Life - Shanghai
New Life, zes meter hoog, is geïnspireerd op de ontluikende scheut van een bamboeplant. Bamboe staat in China voor kracht, flexibiliteit en nieuw leven. De ene zijde van de sculptuur is behandeld met hoogglans, wat staat voor de reflectie van het verleden. De andere zijde is met de slijptol gegraveerd met het patroon van een groeiende plant of de staart van een Feniks, wat staat voor de toekomst. 
Rawsome! - Nijenhuis
De sculptuur RAWSOME!, een 4 meter brede bol met holle spiegels, is gemaakt in opdracht van Museum de Fundatie en Mojo Concerts. De sculptuur werd op drie edities van het Lowlands festival geplaatst en kreeg daarna een vaste plaats in de beeldentuin bij kasteel Nijenhuis bij Wijhe.
MH17 17-07-2017 - Vijfhuizen
Vlucht MH17 van Malaysia Airlines was een reguliere passagiersvlucht van Amsterdam naar Kuala Lumpur, die boven Oekraïne werd neergeschoten op 17 juli 2014, waarbij alle 283 passagiers en 15 bemanningsleden om het leven kwamen. 
Nadat landschapsarchitect Robbert de Koning een ontwerp gemaakt had voor de omgeving van het te maken monument in Vijfhuizen, is aan 50 kunstenaars gevraagd een gedenkteken te ontwerpen, waarna een shortlist van twee werd opgesteld. Het ontwerp van Westerhuis genoot met 161 stemmen tegen 60 de voorkeur van de nabestaanden boven het tweede. Het werk bestaat uit een stalen wand van 16 x 4 meter, die zowel horizontaal als verticaal is gekromd. Voor deze stalen wand ligt een sculptuur in een ellipsvorm waarin de namen van alle slachtoffers zijn gegraveerd.. Het monument is op 17 juli 2017 in gebruik genomen door koning Willem-Alexander en zal gelden als ceremonieplek voor de jaarlijkse herdenking.

## Werk van Ronald A. Westerhuis
Projecten
- Nationaal monument MH 17, Nederland (2017)
- Beeld ‘Liquid’ Lowlands festival, Nederland (2016)
- Beeld ‘Wings’ Wereldtentoonstelling in Milaan, Italië (2015)
- Beeld ‘New life’ Jing An beeldenpark Shanghai, China (2014)
- Beeld ‘RAWSOME!’ museum de Fundatie, Zwolle/Wijhe, Nederland (2011)
- Project ‘Global Peace Energy’, Noorwegen (start 2008)
- Ontwerp ‘Olympic Flame’, Beijing, China (2008)
- Beeld ‘Pride’ Shell Global Solution, Amsterdam, Nederland (2007)

Tentoonstellingen
- Solo ‘Shine’, Museum de Fundatie, Zwolle,  Nederland (2018)
- Art Basel, Hong Kong, China (2017)
- Los Angeles Art Fair, Vereinigde Staten (2017)
- Art Cologne, Duitsland (2016/2015)
- Solotentoonstelling ‘Stardust’, Mark Peet Visser gallerie, Nederland (2016)
- Solotentoonstelling ‘Energizer’, Project 2.0 Gallery, Nederland (2016)
- Internationale beeldententoonstelling ‘Blue’, Qingdao, China (2015)
- Bogert Gallerie, Knokke, België (2014)
- Sjanghai Art Fair, Shanghai, China (2014/2013)
- RAWSOME! – the retrospective, Shanghai , China (2013)
- Studio Christian de Laubadére, Shanghai, China (2012)
- Dutch Design Work, Nederlandse week, Shanghai , China (2012)
- Solo ‘RAWSOME!’ Museum de Fundatie, Zwolle, Nederland	(2011)
- Art Basel, Miami, Verenigde Staten (2011/2010)

Collecties
- Museum de Fundatie, Zwolle, Nederland
- Daniël Libeskind, Verenigde Staten
- SAS Prins Albert van Monaco, Monaco
- Oma Taylor Russell, Verenigde Staten
- Wolfkamp-collectie, Nederland
- Van den Berghe, België
- Royal Dutch Shell, Nederland
- Collectie van James Pan, Shanghai , China

## Enkele werken

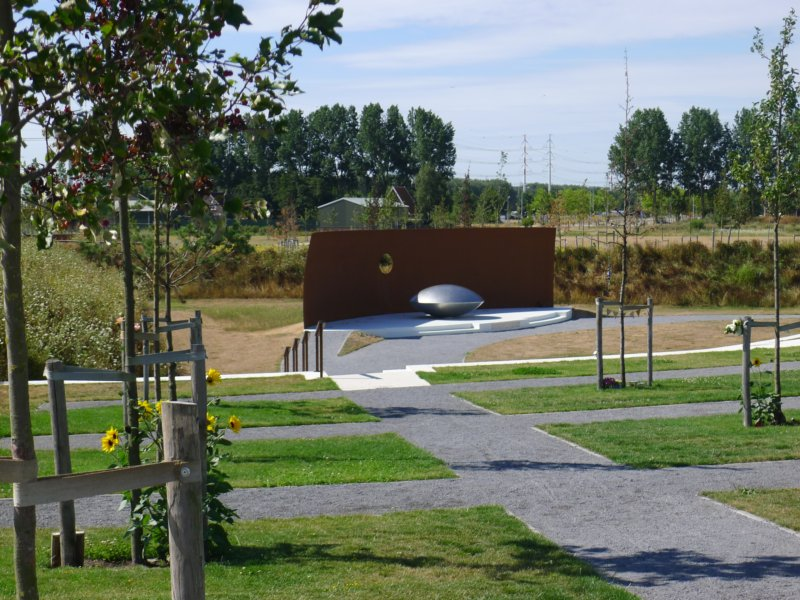
Nationaal Monument MH17
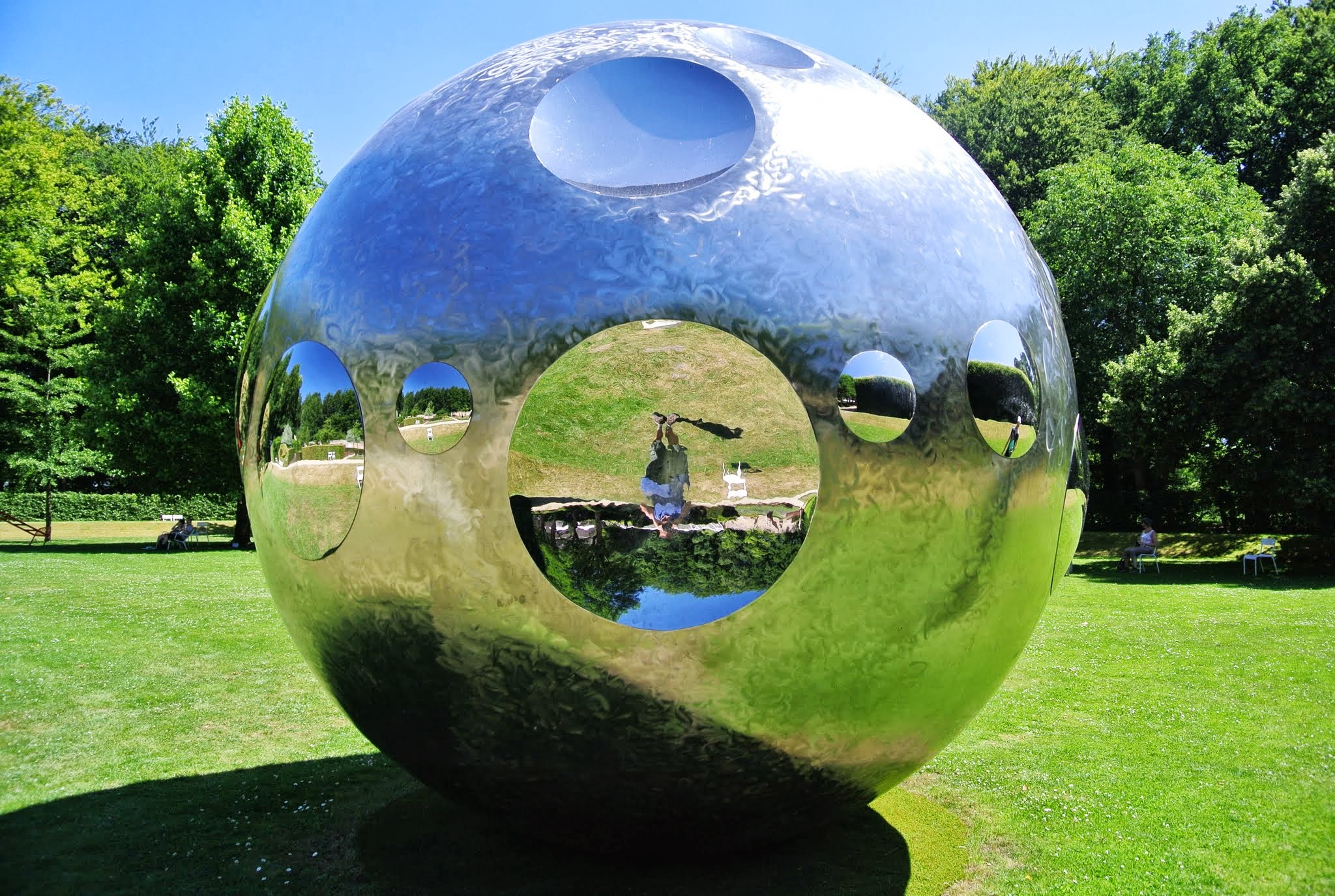
Rawsome!
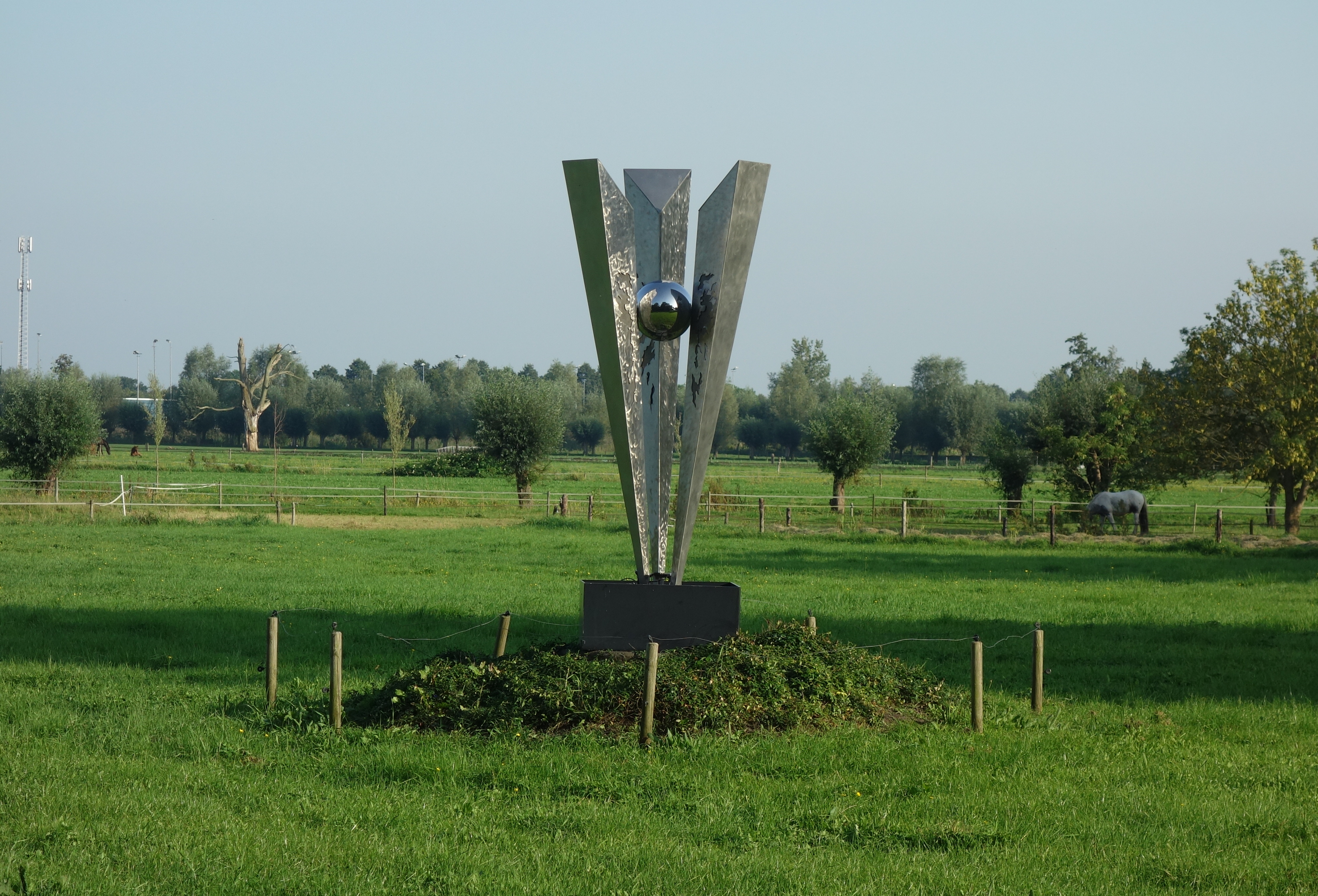
Aurora Borealis (Zwolle)
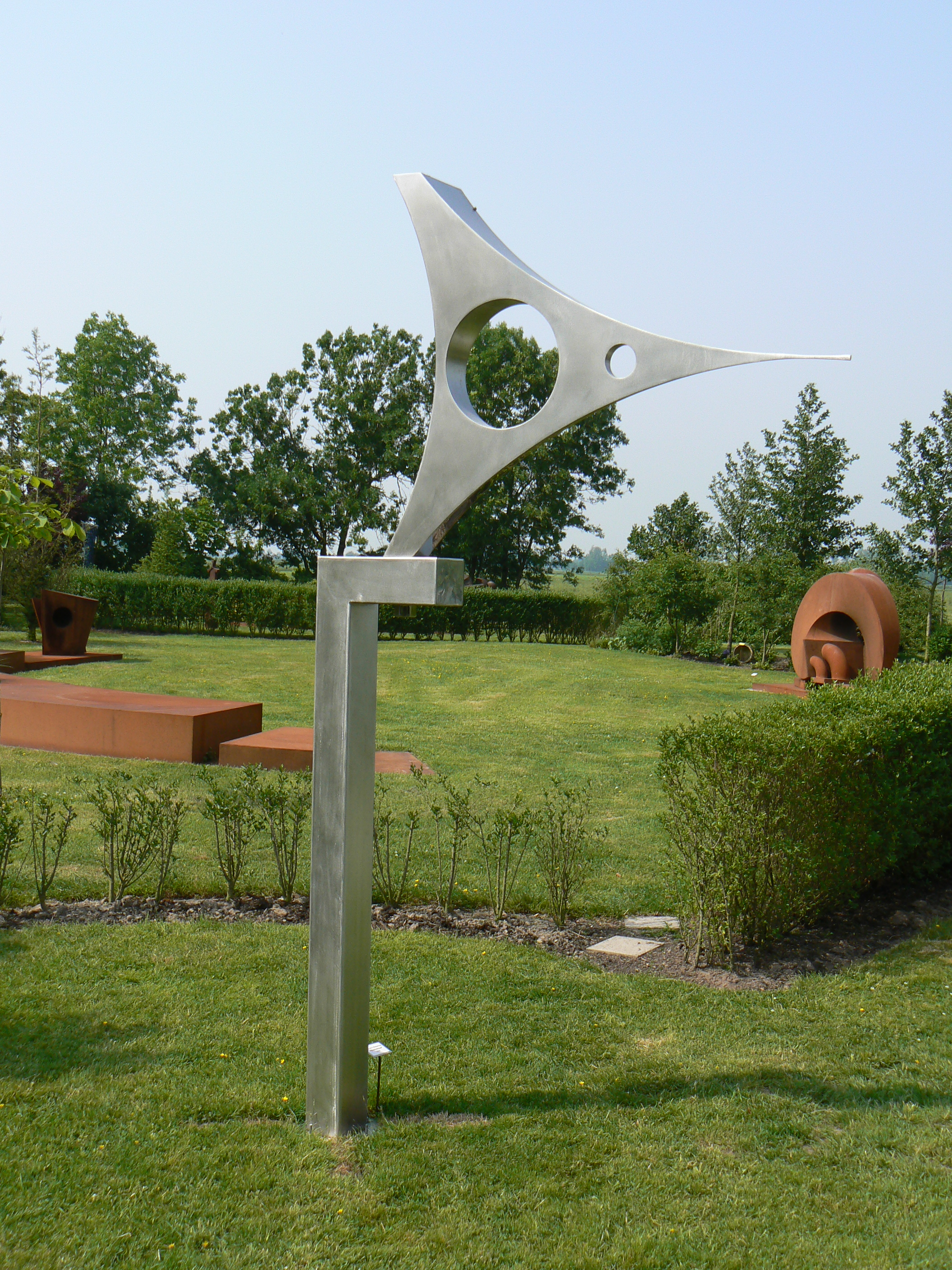
Motherhood (Funnix)
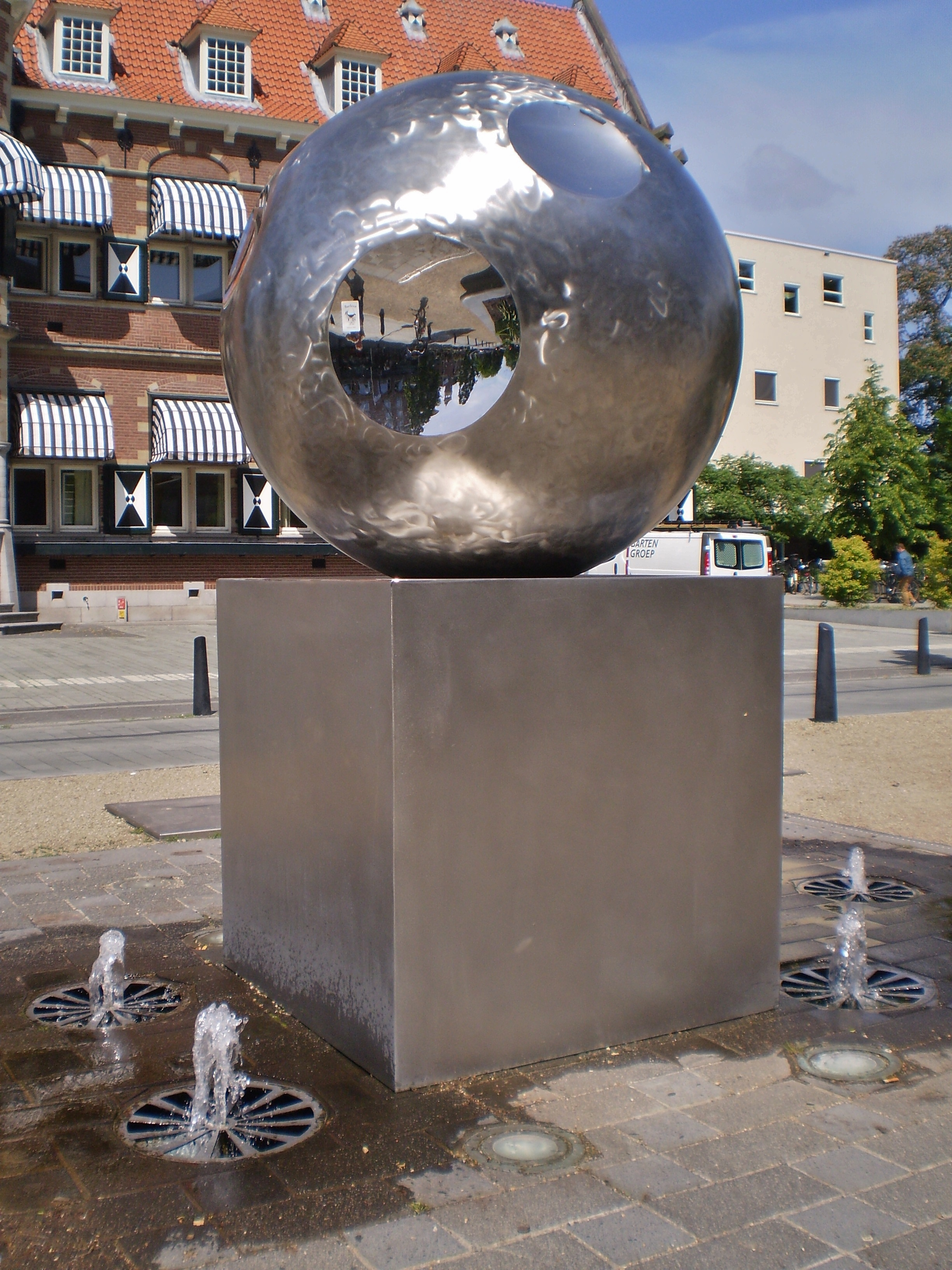
Light (Zeist)
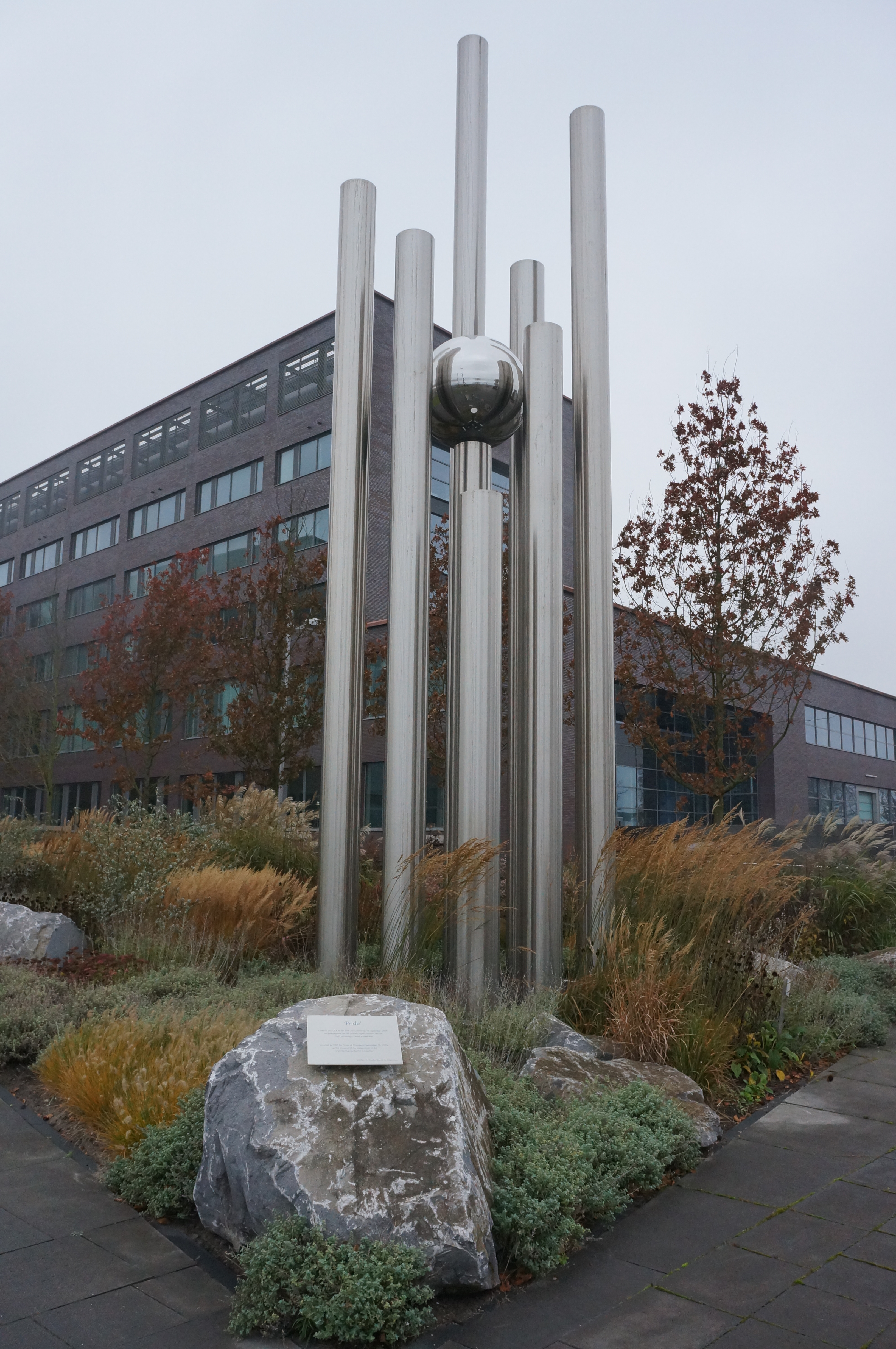
Pride (Amsterdam